# Pyhikki
Pyhikki är en sjö i kommunen Etseri i landskapet Södra Österbotten i Finland. Arean är 37 hektar och strandlinjen är 5,02 kilometer lång. Sjön  ingår i Kumo älvs huvudavrinningsområde.   Den ligger omkring 74 kilometer öster om Seinäjoki och omkring 280 kilometer norr om Helsingfors. 